# Begonia shilendrae
Espèce
Begonia shilendrae est une espèce de plantes de la famille des Begoniaceae.
Elle a été décrite en 2012 par Rekha Morris (2006) et Patrick D. McMillan (2008).